# Campeonato Mundial de Patinaje Artístico sobre Hielo de 1931
El XXIX Campeonato Mundial de Patinaje Artístico se realizó en Berlín (Alemania) entre el 28 de febrero y el 1 de marzo de 1931 bajo la organización de la Unión Internacional de Patinaje sobre Hielo (ISU) y la Federación Alemana de Patinaje sobre Hielo. 

## Resultados

### Masculino
| Puesto | Nombre       | País           | Puntos |
| ------ | ------------ | -------------- | ------ |
| Oro    | Karl Schäfer | Austria        | 8      |
| Plata  | Roger Turner | Estados Unidos | 26     |
| Bronce | Ernst Baier  | Alemania       | 33     |

### Femenino
| Puesto | Nombre         | País    | Puntos |
| ------ | -------------- | ------- | ------ |
| Oro    | Sonja Henie    | Noruega | 8      |
| Plata  | Hilde Holovsky | Austria | 17     |
| Bronce | Fritzi Burger  | Austria | 21     |

### Parejas
| Puesto | Nombre                         | País    | Puntos |
| ------ | ------------------------------ | ------- | ------ |
| Oro    | Emilia Rotter / László Szollás | Hungría | 13,5   |
| Plata  | Olga Orgonista / Sándor Szalay | Hungría | 14,5   |
| Bronce | Idi Papez / Karl Zwack         | Austria | 23,5   |

## Medallero
| Núm. | País           | Oro | Plata | Bronce | Total |
| ---- | -------------- | --- | ----- | ------ | ----- |
| 1    | Austria        | 1   | 1     | 2      | 4     |
| 2    | Hungría        | 1   | 1     | 0      | 2     |
| 3    | Noruega        | 1   | 0     | 0      | 1     |
| 4    | Estados Unidos | 0   | 1     | 0      | 1     |
| 5    | Alemania       | 0   | 0     | 1      | 1     |
|      | TOTAL          | 3   | 3     | 3      | 9     |

| Predecesor: Estados Unidos 1930 | Campeonato Mundial de Patinaje Artístico sobre Hielo 1931 | Sucesor: Canadá 1932 |

- Datos: Q48662